# 明華大廈

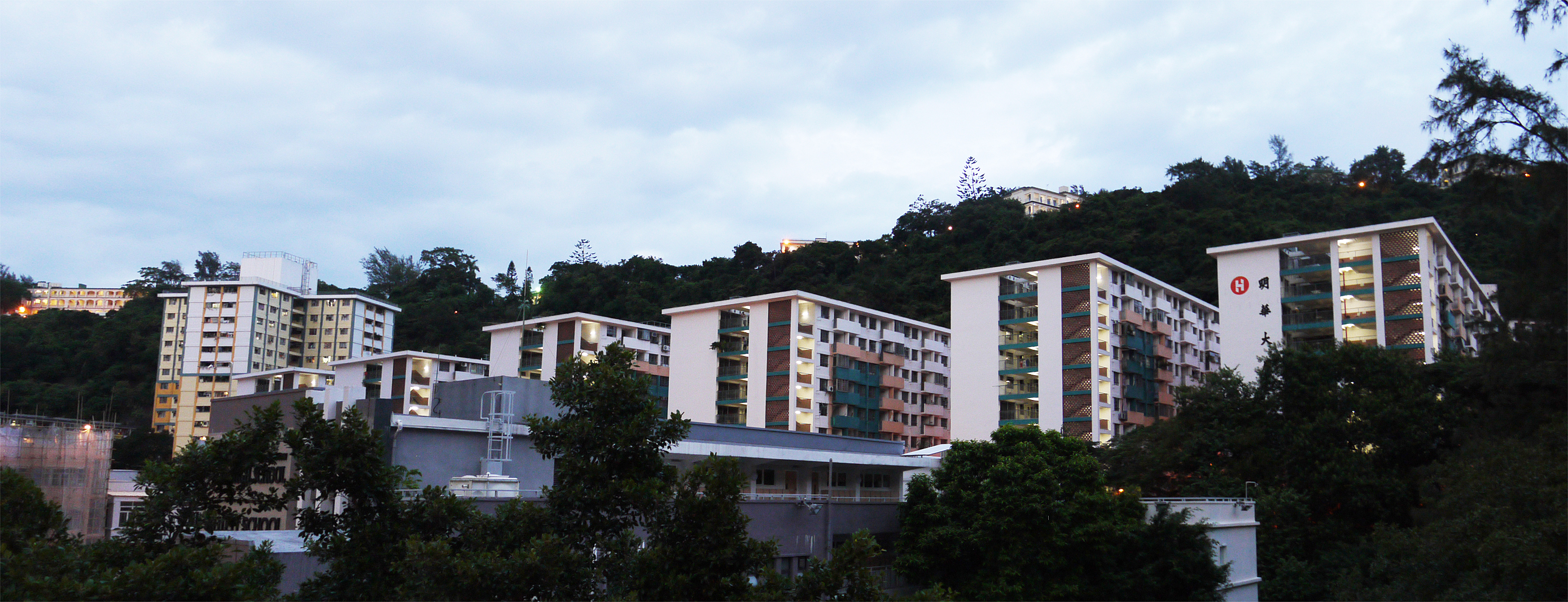
重建前的明華大廈第一及第二期整體全景圖（2012年9月）

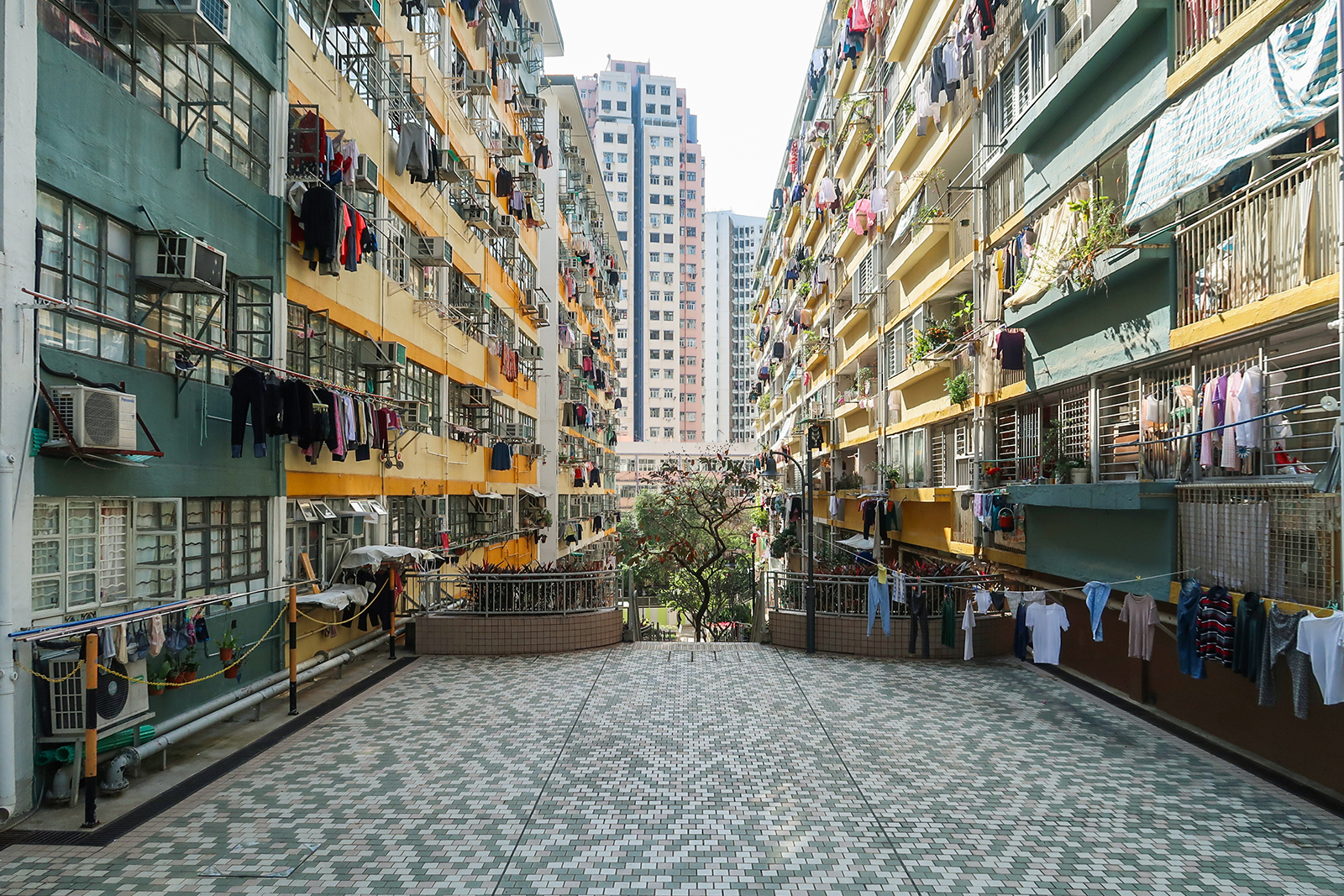
B座和C座

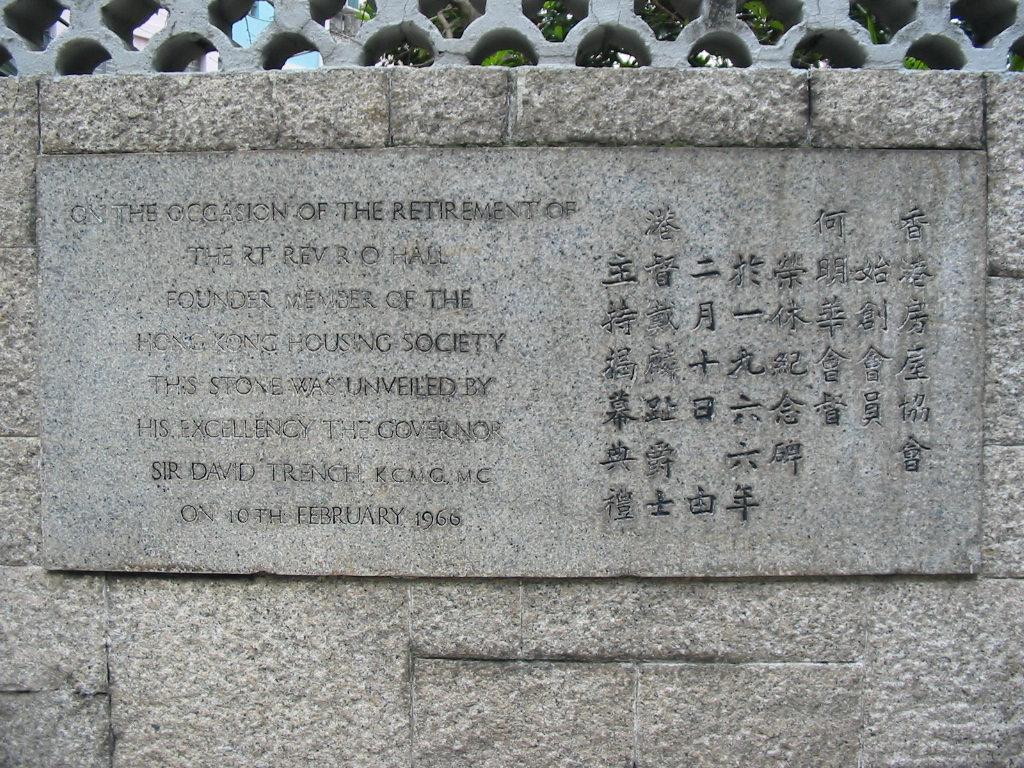
明華大廈開幕牌匾

明華大廈（英語：Ming Wah Dai Ha）位於香港香港島筲箕灣阿公岩道1-25A號，佔地逾34萬平方呎，鄰近筲箕灣東大街、筲箕灣站，背向鯉魚門公園及渡假村，依山而建，由香港房屋協會發展，重建前的樓宇由司徒惠建築師事務所設計，於1962年至1978年落成，共13座（A-M座），分為3期興建，以香港房屋協會創辦人之一的何明華會督命名。

## 歷史
明華大廈前身是木屋區綠寶村，1950年代清拆改建為明華大廈，1958年策劃興建時曾經命名為筲箕灣新村（英語：Shaukiwan Estate）。
明華大廈舊A座於1965年落成，並於1976年拆卸重建，此前為一幢無獨立廁所及廚房的大廈，當時部份居民選擇遷往新興建的大坑勵德邨，其餘多數選擇邨內調遷安置。除了重建後的新A座採用樓級型平面規劃設計及G座為全邨唯一採用十字型平面規劃設計的樓宇外，其餘10幢均採用長型平面規劃設計。於2010年，在B至G座樓宇大幅度地改裝原有設施，加建升降機塔及加鋪地磚，加設門牌及指示牌，加裝升降機及大廈大門。

## 重建

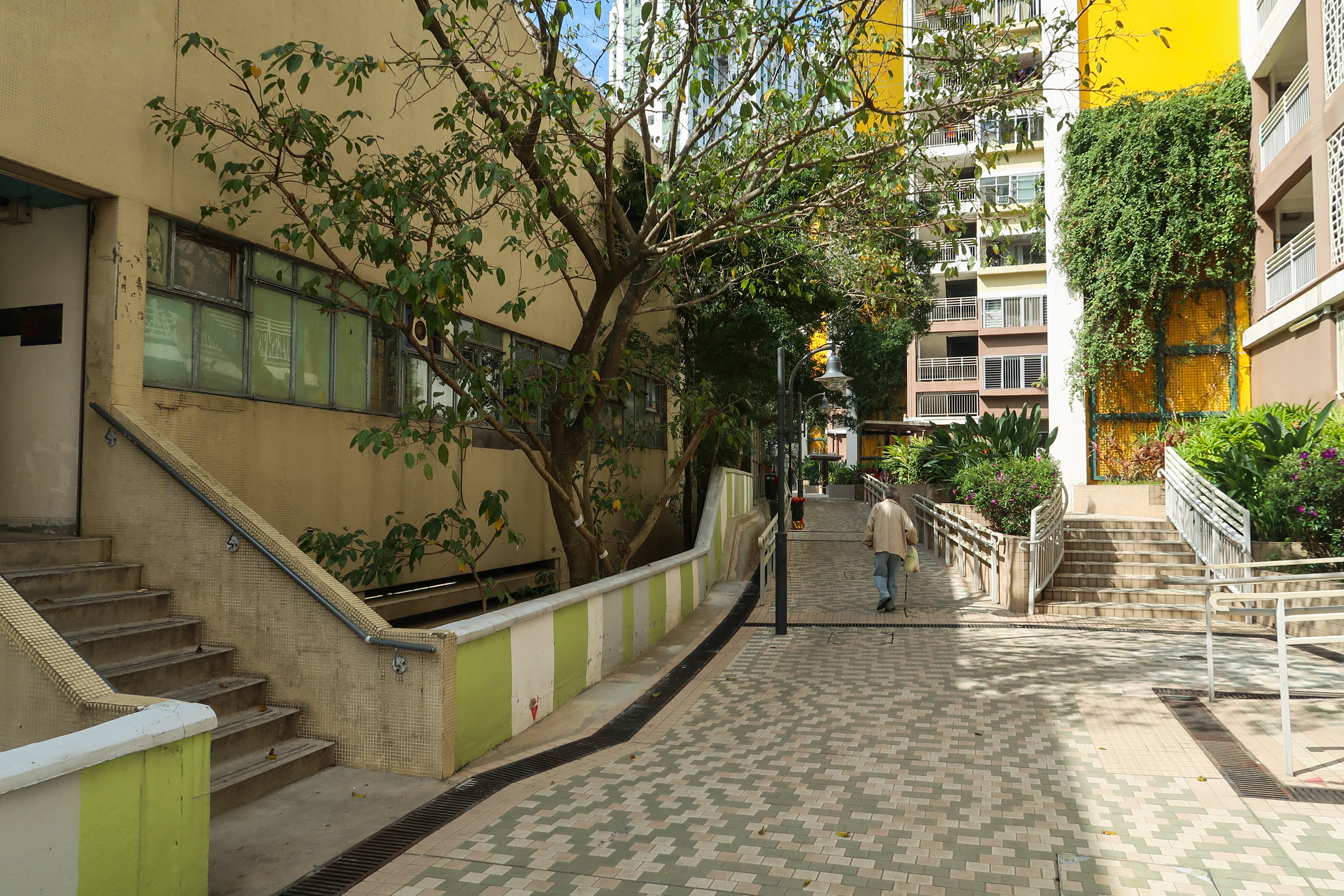
行人通道可往筲箕灣街市

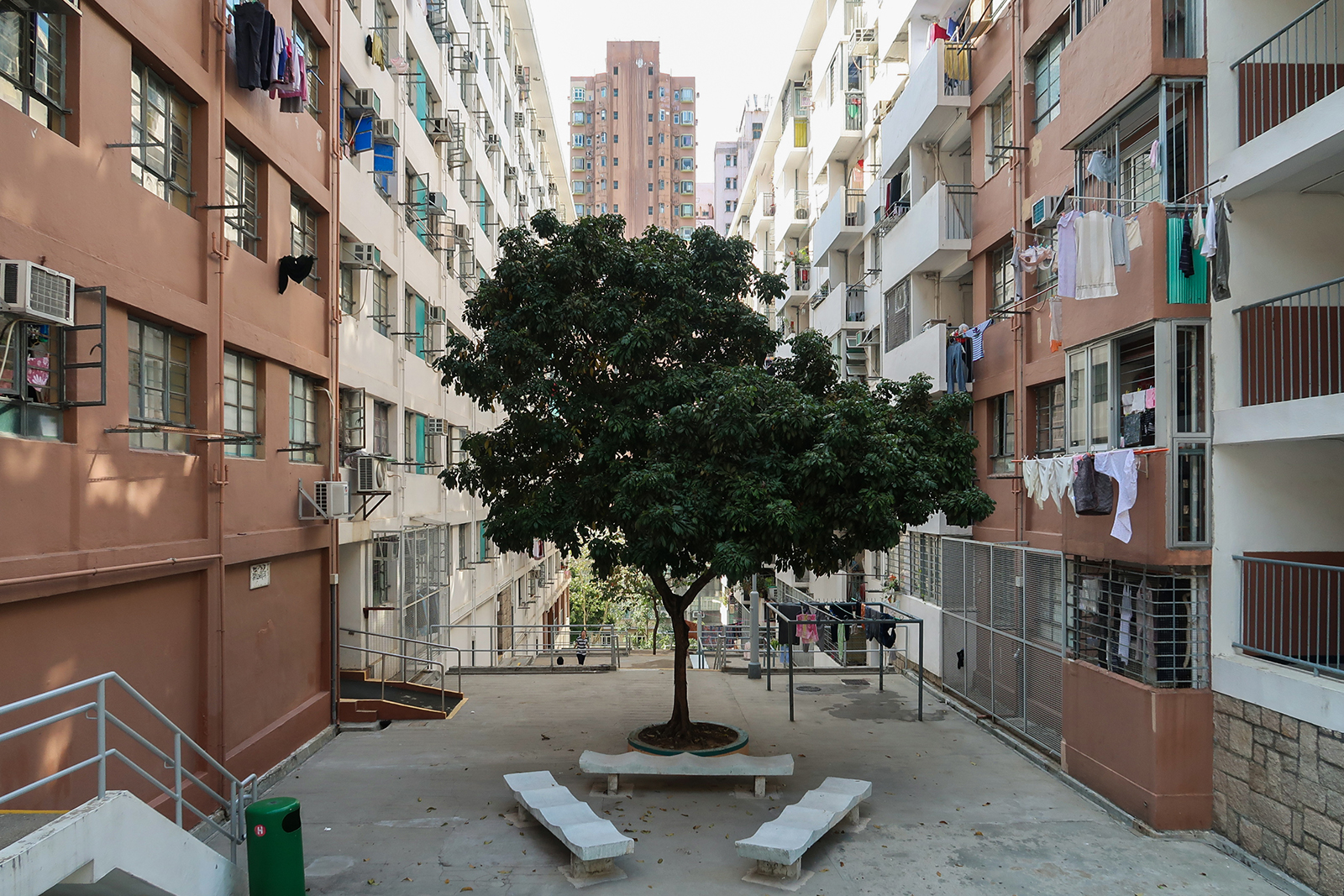
I座和J座之間的休憩區及曬衣架

1976年香港房屋協會把舊A座拆卸，並於1978年完成新A座的重建計劃。新A座仍然由司徒惠則師負責設計工作。
2010年代，香港房屋協會向城規會申請重建明華大廈，預計可以提供逾4,000個單位。計劃重新興建明華大廈為一個綜合發展項目，擬建7幢公共房屋及2幢長者屋，樓高32層，分別提供3,170個及857個單位，總樓面約207萬平方呎；另外有逾26萬平方呎的休憩空間。
2010年，香港房屋協會為明華大廈其中7幢樓宇及戶外設施進行大規模的復修及翻新，並且建議以混合發展方式重新興建明華大廈，滲入長者屋的元素。重建計畫預備3份發展方案，以保留該舊屋苑建築及文物價值等，構思中包括保存個別座數其中一幢建築原狀，或者以舊建築材料復古複製一幢新建築，方案亦提出於原址建立中央紀念公園等。
2013年3月14日，香港房屋協會向規劃署提交更新發展方案，選擇放棄保存屋邨部份座數，即將邨址全部樓宇拆卸重新興建；此外，建議於原址興建一座集體回憶用途的明華公園。規劃署按照有關方案指出，為了確保計畫效率，盡快進度，故此需要盡快作出決定，於3份發展方案中，排除當中維持保存一幢原有大廈原狀的建議，因為不符合各方面規劃原則及要求，由於保留使用多年而變得殘破之大廈，亦即仿效石硤尾美荷樓等方法亦不可行。此外，規劃署援引古物古蹟辦事處指出，明華大廈並非香港法定古蹟，故此質疑其舊有建築物之保存價值，並且指出，若果個別物業保留下來，可能違反規劃等既定程序。有關方案於3月15日早上9時交予城市規劃委員會審議，同日，城市規劃委員會接納建議，明華大廈將會分批重新興建，首批單位預計於2018年落成。
明華大廈第一期重建項目，分別設有2座30-31層高Y字型住宅大樓，標準樓層為每層18個出租住宅單位，空中花園分別設於第1座6樓及第2座7樓，單位間格分為1/2人,2/3人,3/4人及4/5人單位。兩座樓宇由利安顧問有限公司設計，俊和集團承建。
2018年4月14日，房協向城規會遞交最新發展方案，擬建4座出租公共房屋（包括在建兩座）、1座長者屋及3座公共資助出售房屋，共3,919伙。
2020年，房協宣佈明華大廈重建第二期將由巴馬丹拿負責設計。
2021年4月2日，明華大廈重建第一期落成入伙，提供966個單位。因新建大廈租金較舊廈大幅上升，住戶於首年將享有4成的租金減免，而減免幅度將按年遞減1成， 於第5年才需繳付十足租金水平。截至2021年5月，本期大廈的三房單位為全港租金最高的甲類公共屋邨單位，每月租金高達港幣6,814元。
2022年4月底，明華大廈第二期展開重建工作，房協推出「歷史文化傳承計劃」，包括設立「細說明華」專題網頁，記錄邨內居民的故事及集體回憶。房協亦會挑選屋邨內的通花牆及懷舊信箱等珍貴物件作保留，重建後的新屋邨內將設立展覽空間。受第二期重建影響，連接宏華街的明華大廈升降機塔需要拆卸，房協開辦住客專車往來明華大廈及筲箕灣望隆街，由冠忠巴士營運。

### 疑用不合格鋼筋
2018年5月23日，《蘋果日報》揭發重建地盤有分判商懷疑使用7.5噸未完成檢測的鋼筋，唯發現該批鋼筋強度不合格。房協相信分判商為趕工偷步用未檢測的鋼筋，事後已暫停相關工程，並要求總承建商俊和建築將問題鋼筋全部拆走，事件導致20噸鋼筋被棄用。至於是否涉及偷工減料，房協指暫時沒有資料。

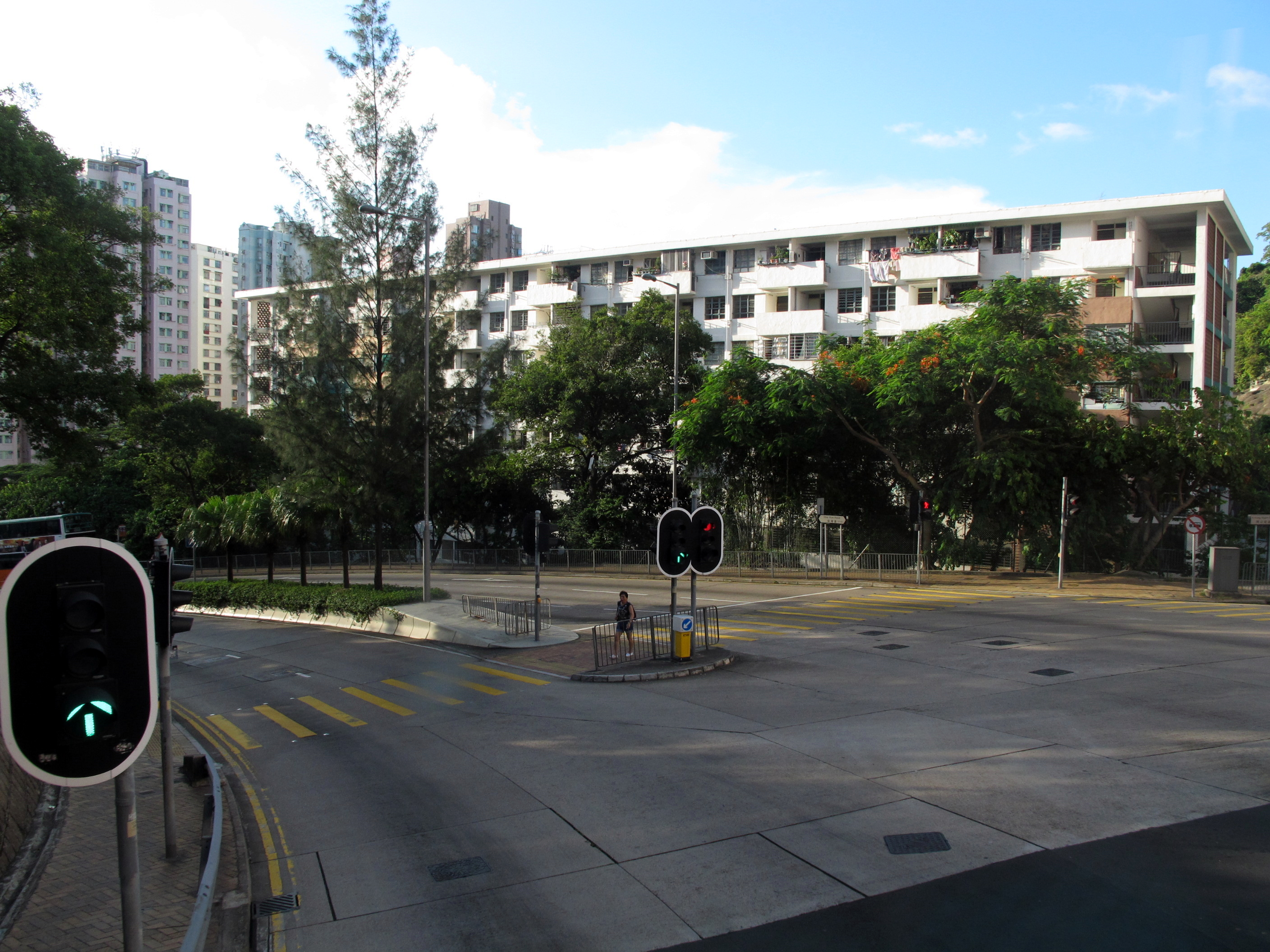
重建前的明華大廈第1期M座（2010年7月），已於2015年拆卸
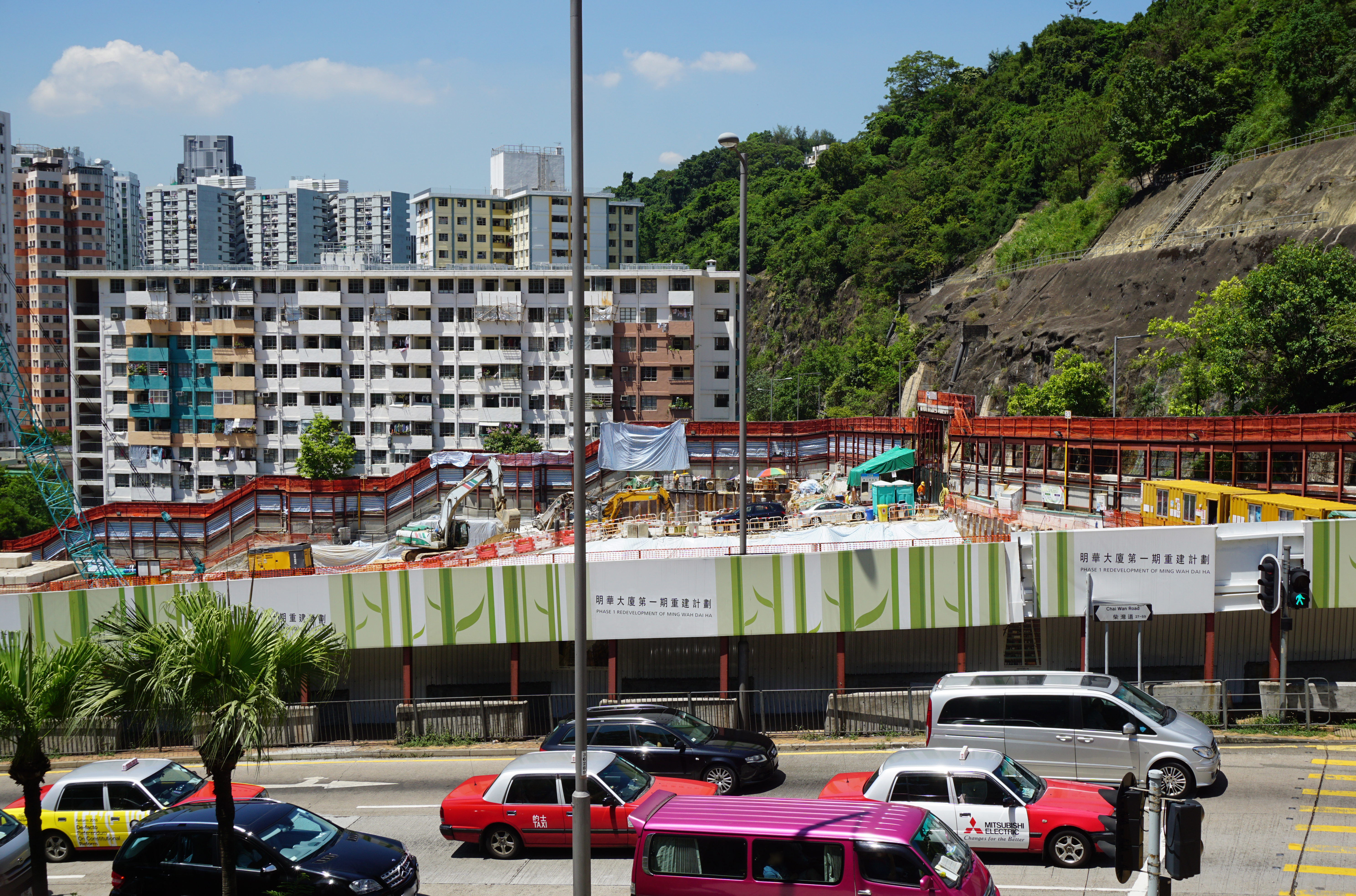
第1期重建地盤（2016年7月）
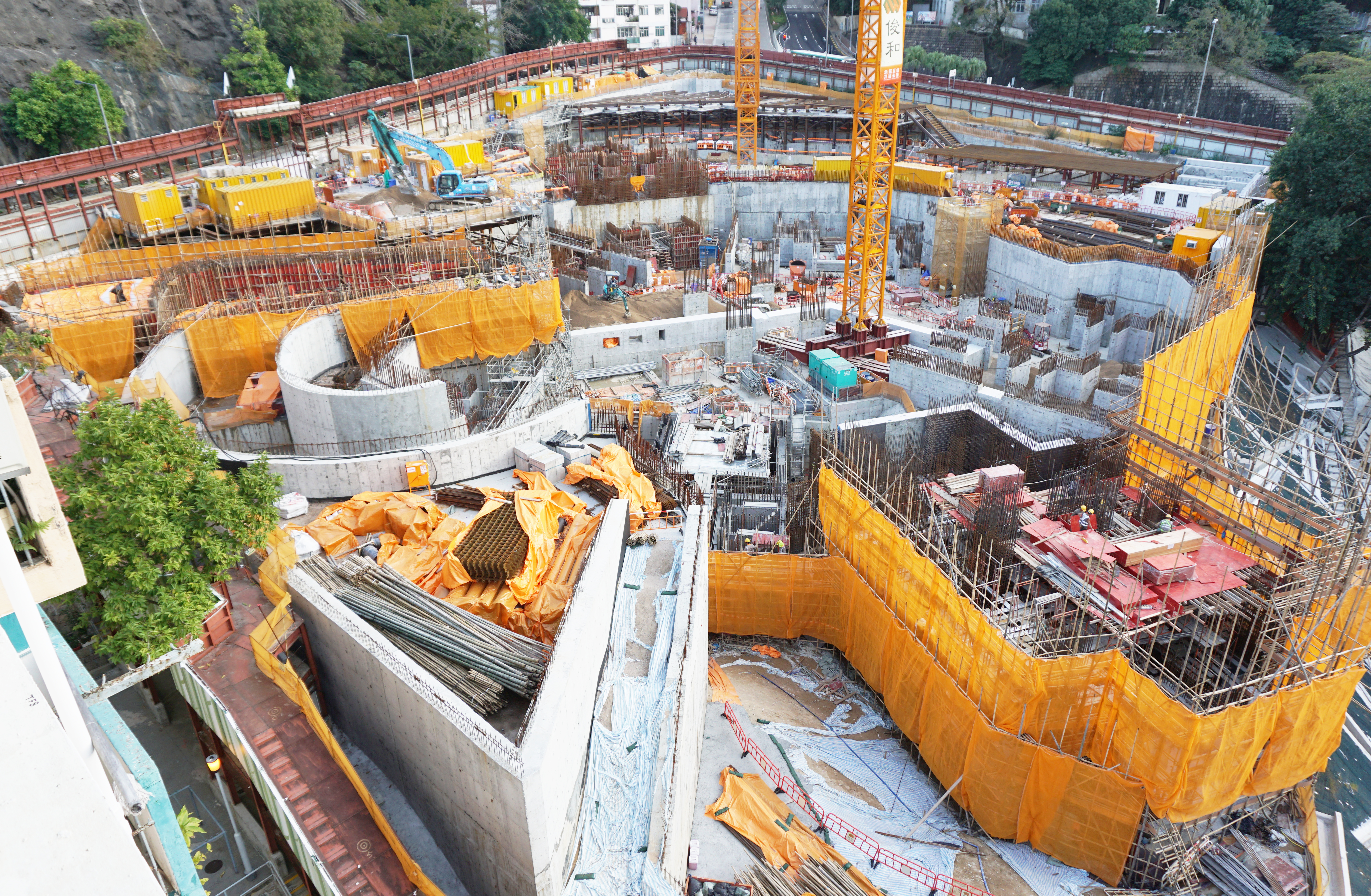
第1期重建地盤（2018年1月）
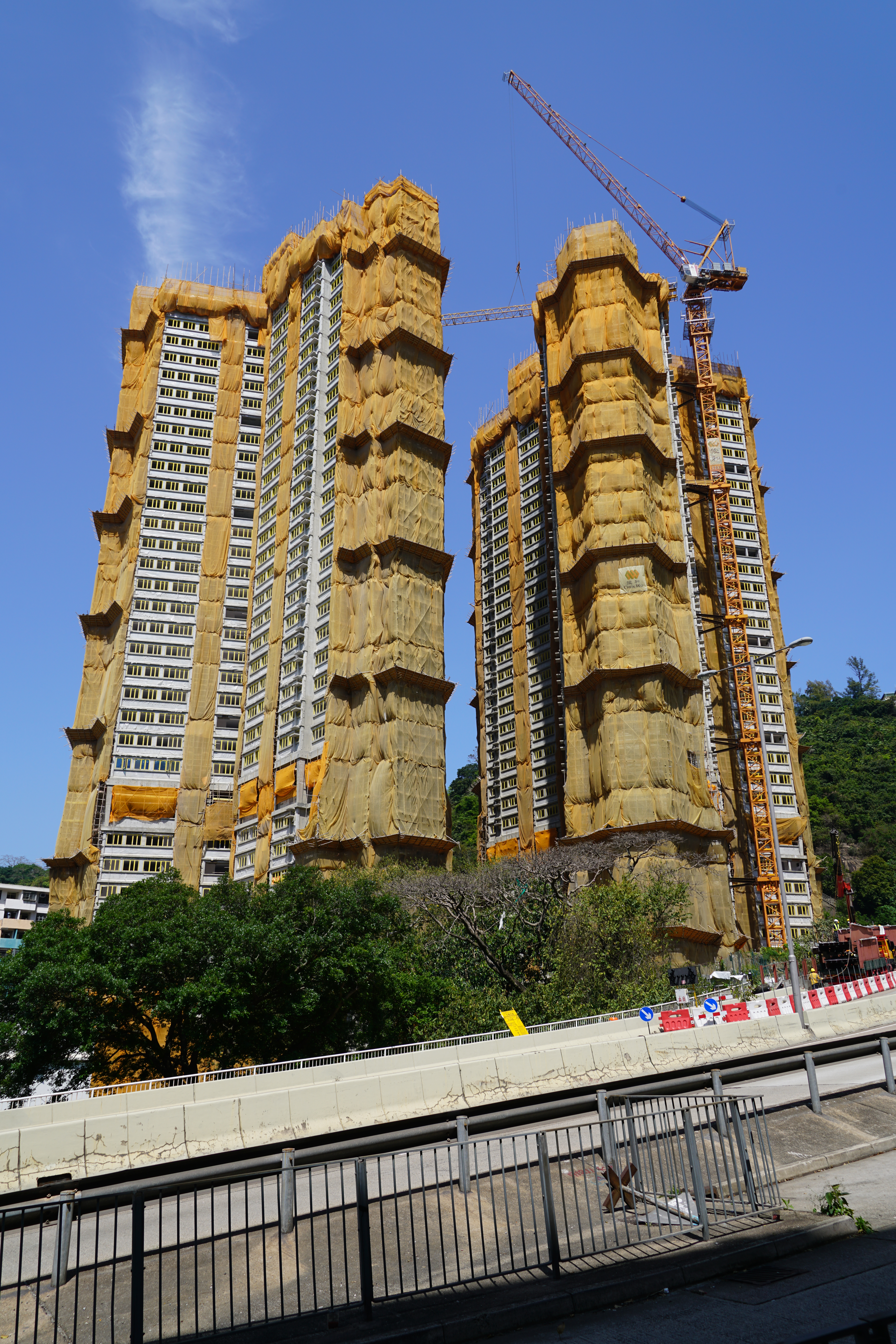
第1期重建地盤（2020年4月）
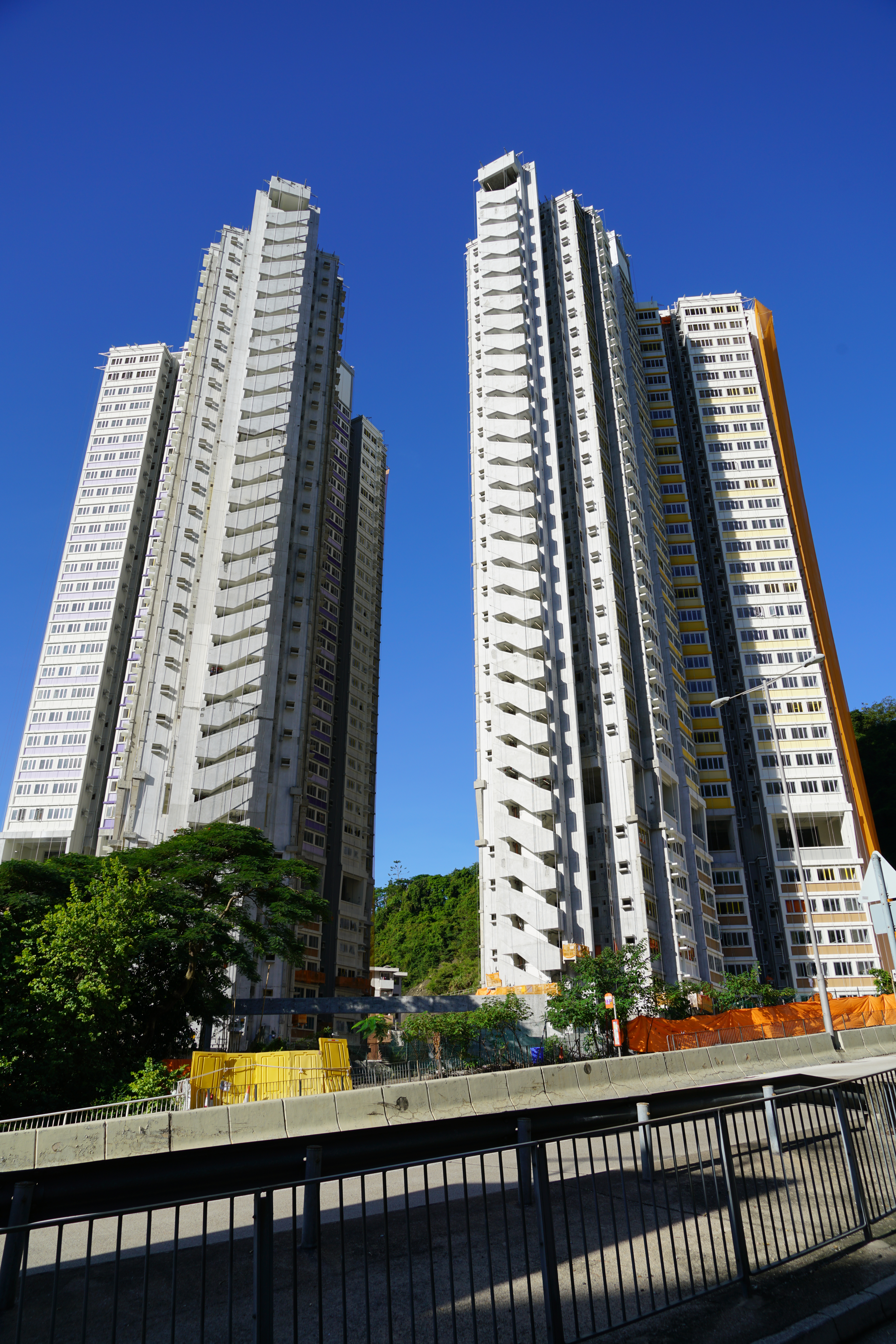
第1期重建地盤（2020年8月）
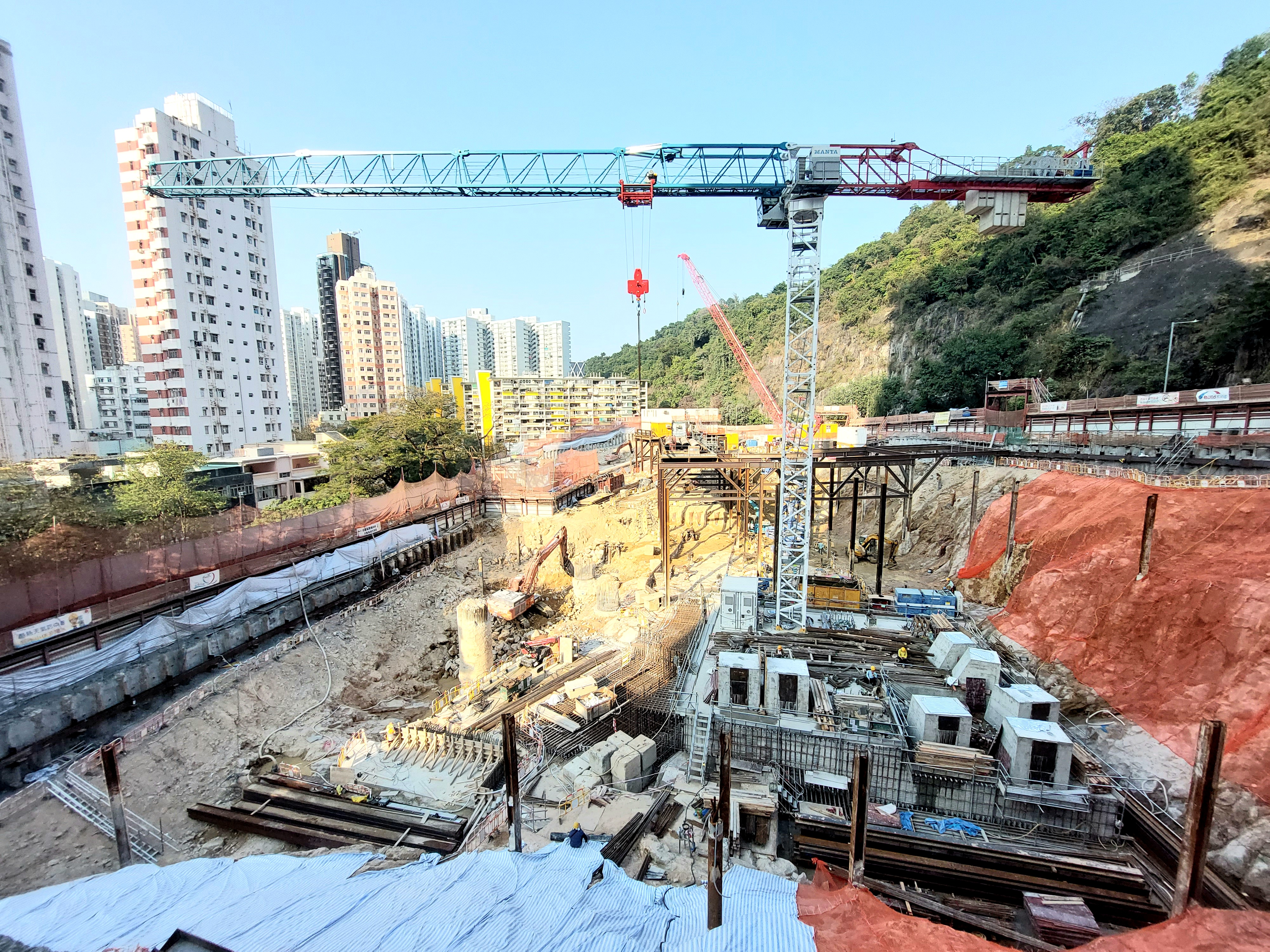
第2期重建地盤（2025年1月）

## 屋邨資料

### 重建前的樓宇
主要採用長形平面規劃設計(B至F座及H至M座），而內部間隔設計強調採光和通風，中央的走廊兩邊均設開放式通風井，單位與單位之間用小橋連繫，目的是讓居民之間可以增加交往的機會、建立鄰里關係。而單位面積由13至53平方米不等、每戶均設獨立廚廁，約六成單位設露台。而其餘沒有露台的單位，房協在每座長形設計大廈其中部份樓層設立一個共用晾衫房。房協指設置露台可減低成本和租金。而為減省建築成本，除了讓較高收入的住戶入住的G座外，當時其他樓宇並沒有安裝升降機。
而G座則採用十字型平面規劃設計，15層高，設2部升降機服務1-14樓，而每個標準樓層設16個住宅單位，全部住宅單位窗戶則按預計將來房間位置預先設定好及設有露台，G座單位面積普遍較其他座數單位面積為大，14-15樓每層更設有2-3個相連大型單位，分別為14樓1401及1405室和15樓1501、1509及1513室，該等大單位均設有兩個露台，一個儲物室，且廁所與淋浴間分隔開兩邊。
1976年重建前的第一代A座座為工字型平面規劃設計，9層高，不設升降機服務，中間為共用廚房，走廊前後盡頭為共用洗手間，走廊中部為不設廚房及廁所的住宅單位。
另外，第一代A座原本為低薪公務員而建，不過由於採用共用廚房及浴室的設計，結果有大量住戶申請調遷。房協到1972年決定清拆重建。
F座及G座旁新加的升降機大樓於2010年1月落成啟用，並於2022年7月底正式封閉，進行拆卸工作。

### 重建後的樓宇
1978年重建後落成的新A座為梯級型平面規劃設計，20層高，而每個標準樓層設30個住宅單位，設有4部升降機服務各層，所有住宅單位均設廚房及浴室。新A座已劃入明華大廈第三期重建計劃，預計將於2027-2028年間再次進行清拆重建。
2021年重建後落成的第1及2座為Y字型平面規劃設計，30-31層高，並在6或7樓設置空中花園，全部樓層均設升降機服務，部分升降機更可到達天台，所有住宅單位均設有廚房及浴室。 部分單位在入伙前已裝設冷氣機及隔音窗。

### 現時樓宇
| 期數       | 樓宇名稱（座號） | 門牌號碼     | 樓宇類型          | 落成年份 | 層數 | 每層伙數                                                     | 每座單位總數（伙） | 提供升降機服務的廠商      |
| ---------- | ---------------- | ------------ | ----------------- | -------- | ---- | ------------------------------------------------------------ | ------------------ | ------------------------- |
| 3          | A座              | 阿公岩道25號 | 梯級型—露台走廊式 | 1978年   | 20   | 30                                                           | 600                | 乘賓（Sabiem）            |
| 2          | B座              | 阿公岩道23號 | 長型—中央走廊式   | 1965年   | 9    | 32                                                           | 288                | 通力（Kone） （後期加建） |
| 2          | C座              | 阿公岩道21號 | 長型—中央走廊式   | 1965年   | 9    | 30                                                           | 270                | 通力（Kone） （後期加建） |
| 2          | D座              | 阿公岩道19號 | 長型—中央走廊式   | 1965年   | 9    | 26                                                           | 234                | 通力（Kone） （後期加建） |
| 2          | E座              | 阿公岩道17號 | 長型—中央走廊式   | 1965年   | 9    | 22                                                           | 198                | 通力（Kone） （後期加建） |
| 重建第一期 | 第1座            | 阿公岩道1號  | Y型—中央走廊式    | 2021年   | 30   | 18（1-5樓） 16（7-30樓） 不設單位（6樓）                     | 474                | 富士達（Fujitec）         |
| 重建第一期 | 第2座            | 阿公岩道1號  | Y型—中央走廊式    | 2021年   | 31   | 6（地下） 12（1樓） 18（2-6樓） 16（8-31樓） 不設單位（7樓） | 492                | 富士達（Fujitec）         |

### 歷代樓宇
| 重建前的明華大廈 | 重建前的明華大廈 | 重建前的明華大廈  | 重建前的明華大廈 | 重建前的明華大廈 | 重建前的明華大廈 | 重建前的明華大廈 | 重建前的明華大廈 | 重建前的明華大廈   | 重建前的明華大廈                | 重建前的明華大廈     | 重建前的明華大廈   |
| 樓宇名稱（座號） | 門牌號碼         | 樓宇類型          | 落成年份         | 拆卸日期         | 期數             | 層數             | 每層伙數         | 每座單位總數（伙） | 提供升降機服務的廠商            | 重建後原地所屬的樓宇 | 安置屋邨           |
| ---------------- | ---------------- | ----------------- | ---------------- | ---------------- | ---------------- | ---------------- | ---------------- | ------------------ | ------------------------------- | -------------------- | ------------------ |
| A座 （第一代）   | 阿公岩道25號     | 公共廚廁式大廈    | 1965年           | 1976年           | 2                | 9                | （待補）         | （待補）           | （無升降機）                    | 明華大廈A座          | 勵德邨             |
| F座              | 阿公岩道15號     | 長型—中央走廊式   | 1965年           | 2022年5月        | 2                | 9                | 22               | 198                | 通力（後期加建）                | 明華大廈重建第二期   | 明華大廈重建第一期 |
| G座              | 阿公岩道13號     | 十字型—中央走廊式 | 1962年-1963年    | 2022年5月        | 1                | 15               | 16               | 240                | 奧的斯（翻新前） 通力（翻新後） | 明華大廈重建第二期   | 明華大廈重建第一期 |
| H座              | 阿公岩道11號     | 長型—中央走廊式   | 1962年-1963年    | 2022年5月        | 1                | 9                | 24               | 216                | （無升降機）                    | 明華大廈重建第二期   | 明華大廈重建第一期 |
| I座              | 阿公岩道9號      | 長型—中央走廊式   | 1962年-1963年    | 2022年5月        | 1                | 9                | 26               | 234                | （無升降機）                    | 明華大廈重建第二期   | 明華大廈重建第一期 |
| J座              | 阿公岩道7號      | 長型—中央走廊式   | 1962年-1963年    | 2022年5月        | 1                | 9                | 26               | 234                | （無升降機）                    | 明華大廈重建第二期   | 明華大廈重建第一期 |
| K座              | 阿公岩道5號      | 長型—中央走廊式   | 1962年-1963年    | 2013年11月       | 1                | 9                | 28               | 252                | （無升降機）                    | 明華大廈重建第一期   | 同一屋邨空置單位   |
| L座              | 阿公岩道3號      | 長型—中央走廊式   | 1962年-1963年    | 2013年11月       | 1                | 9                | 26               | 234                | （無升降機）                    | 明華大廈重建第一期   | 同一屋邨空置單位   |
| M座              | 阿公岩道1號      | 長型—中央走廊式   | 1962年-1963年    | 2013年11月       | 1                | 9                | 30               | 270                | （無升降機）                    | 明華大廈重建第一期   | 同一屋邨空置單位   |

### 出租單位面積及編配標準
| 單位款式 | 編配標準  | 室內樓面面積                             |
| -------- | --------- | ---------------------------------------- |
| 小型單位 | 1-3人     | 13.01至28.84平方（140.0至310.4平方英尺） |
| 中型單位 | 4-6人     | 28.69至35.3平方（308.8至380.0平方英尺）  |
| 大型單位 | 6人或以上 | 49.1平方（529平方英尺）                  |

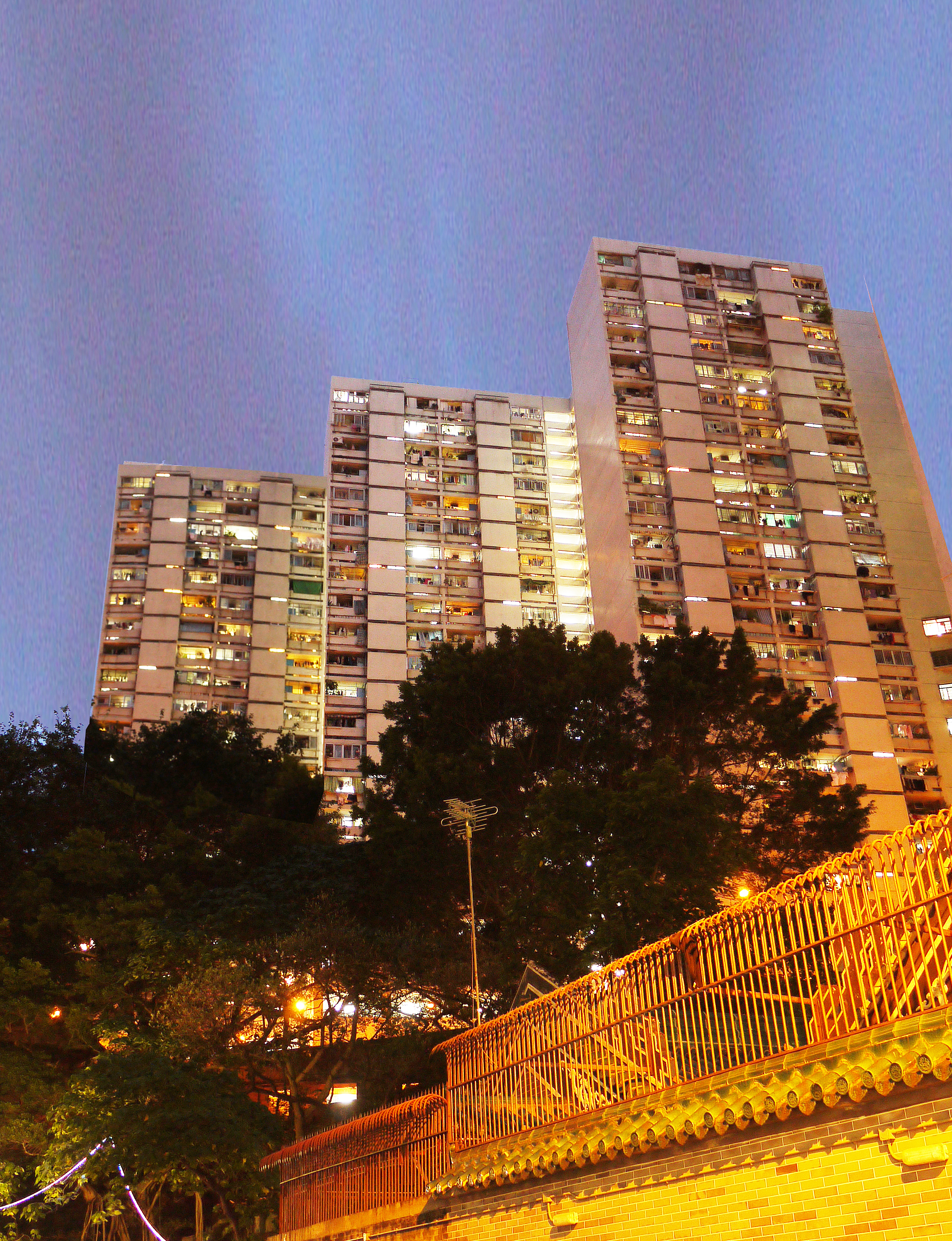
明華大廈A座夜景（2012年9月）
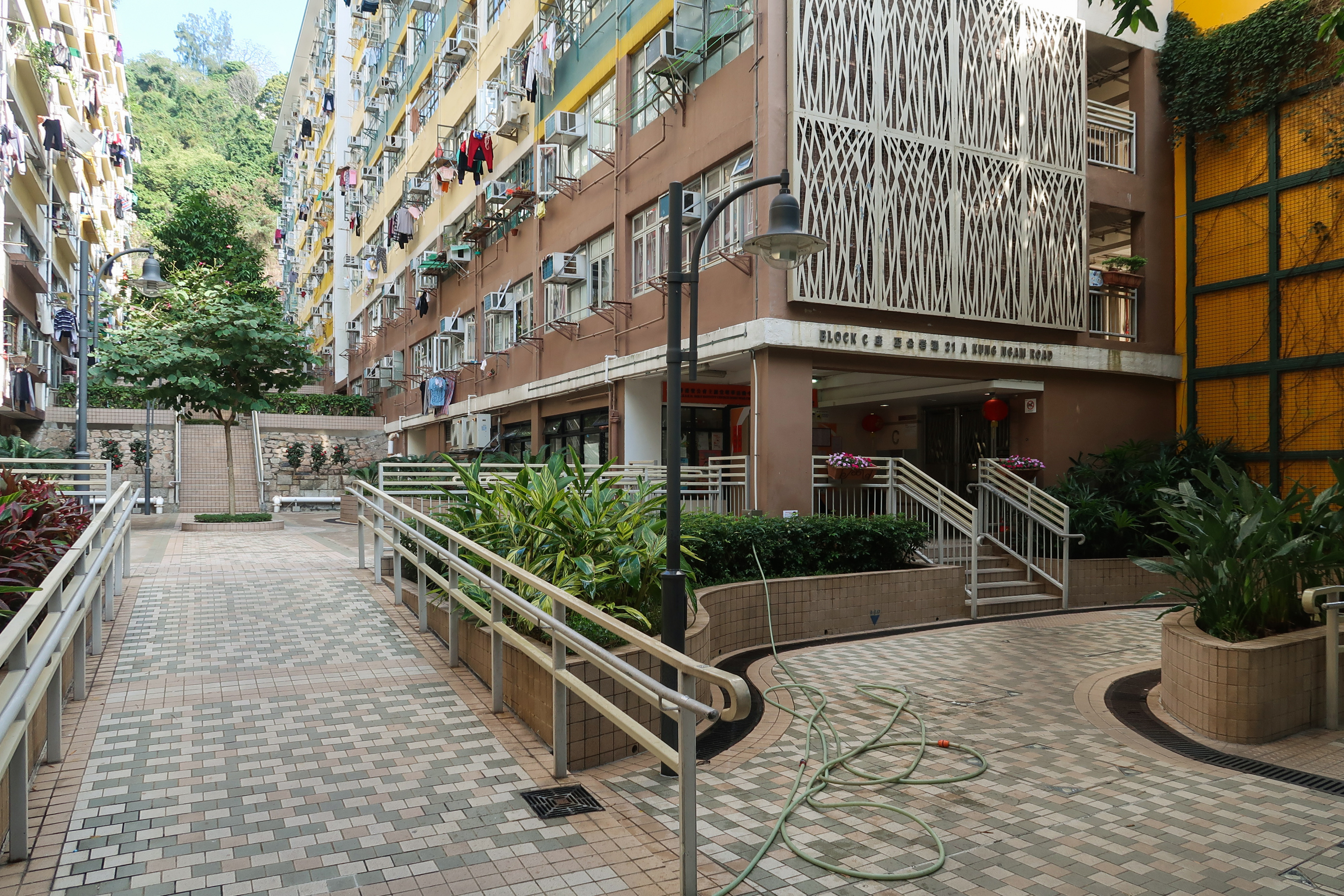
明華大廈C座對出的休憩空間
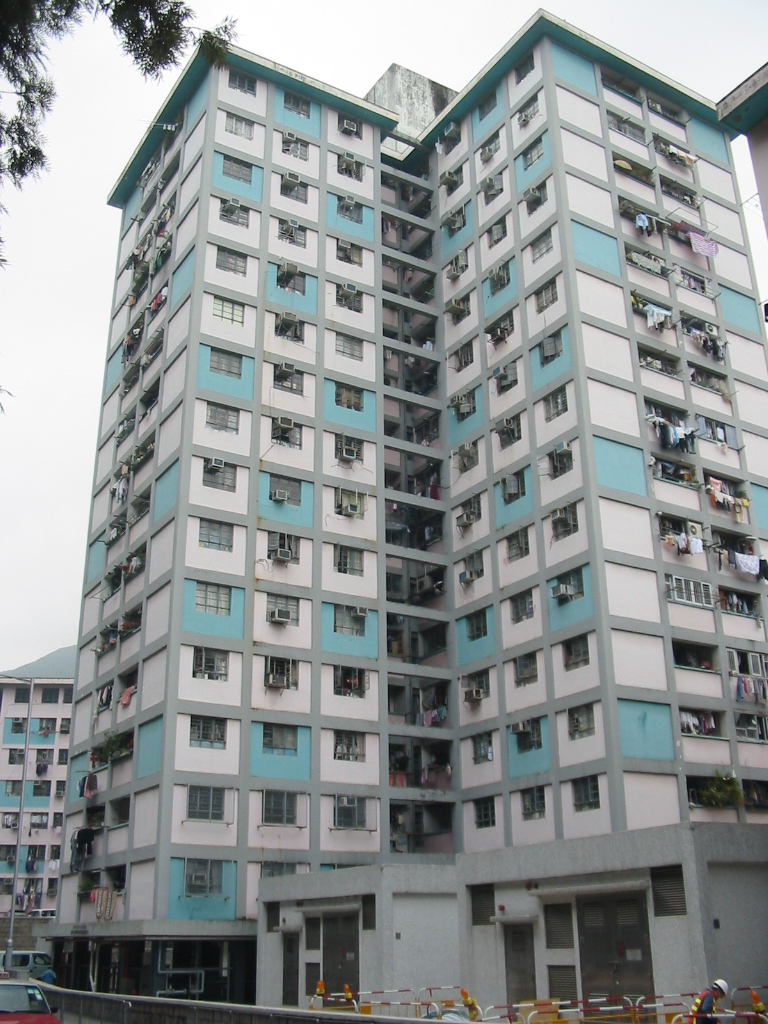
翻油前的明華大廈G座（2007年3月）
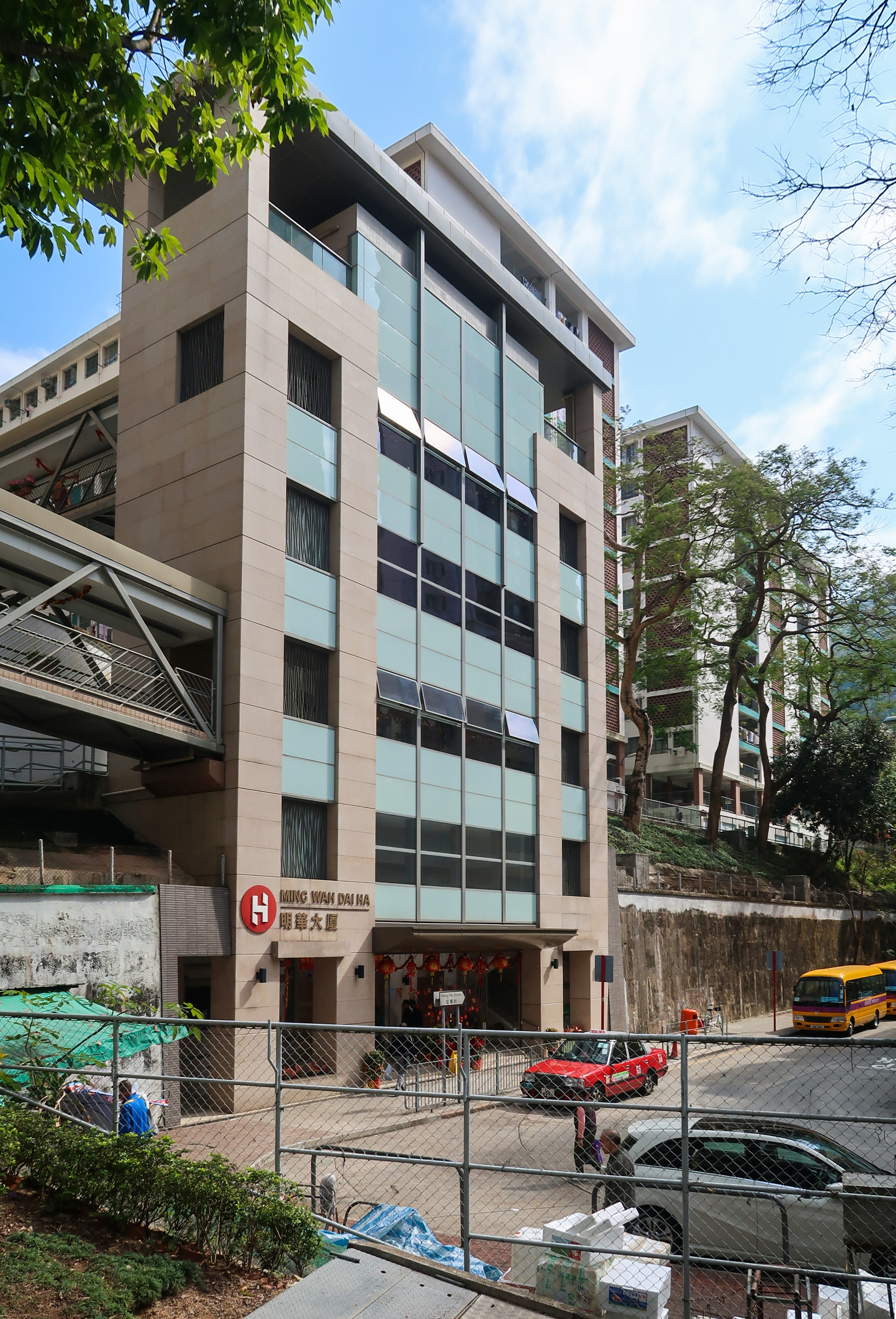
明華大廈升降機塔在2010年1月落成啟用（2018年2月），並於2022年7月底正式封閉進行拆卸
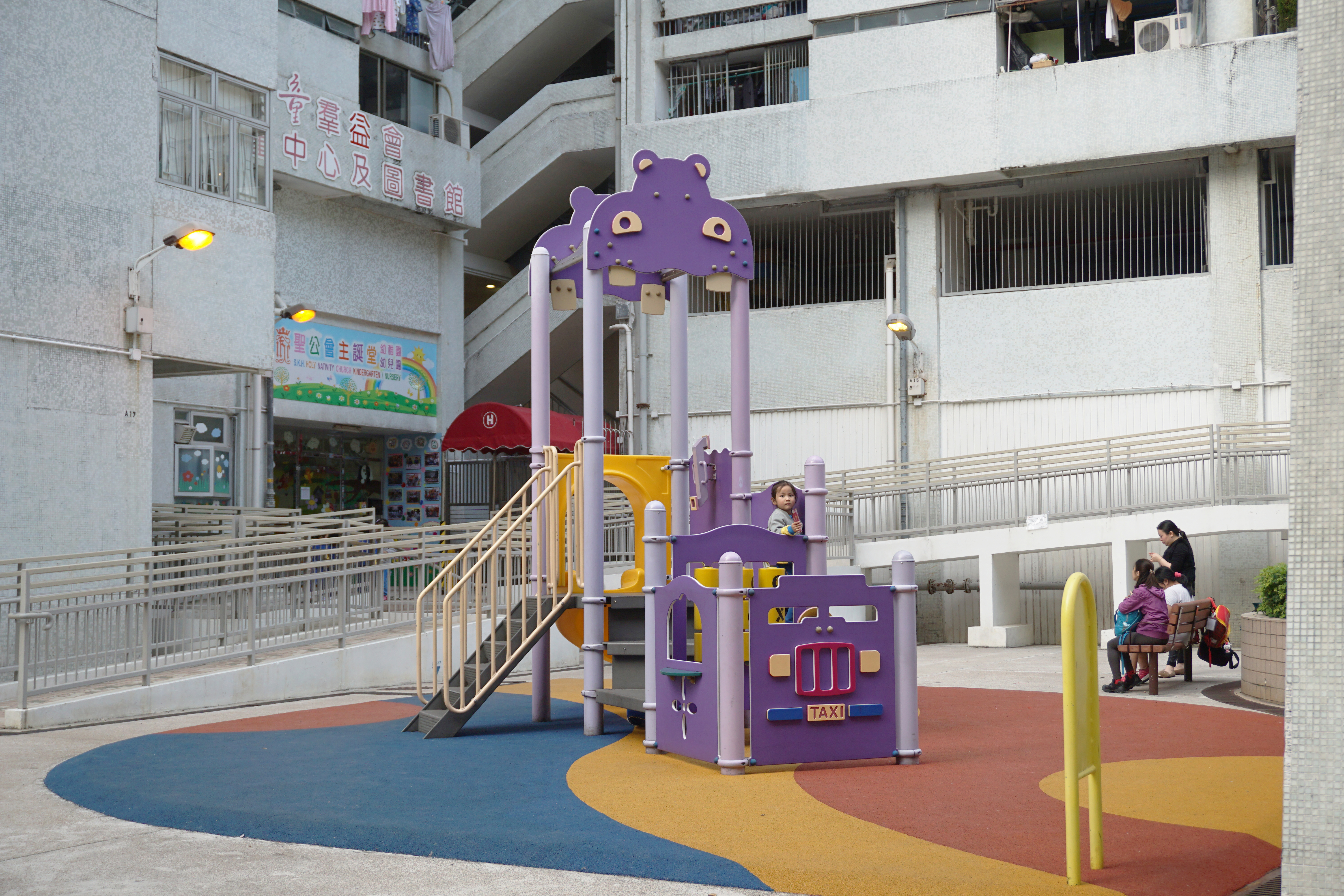
兒童遊樂場
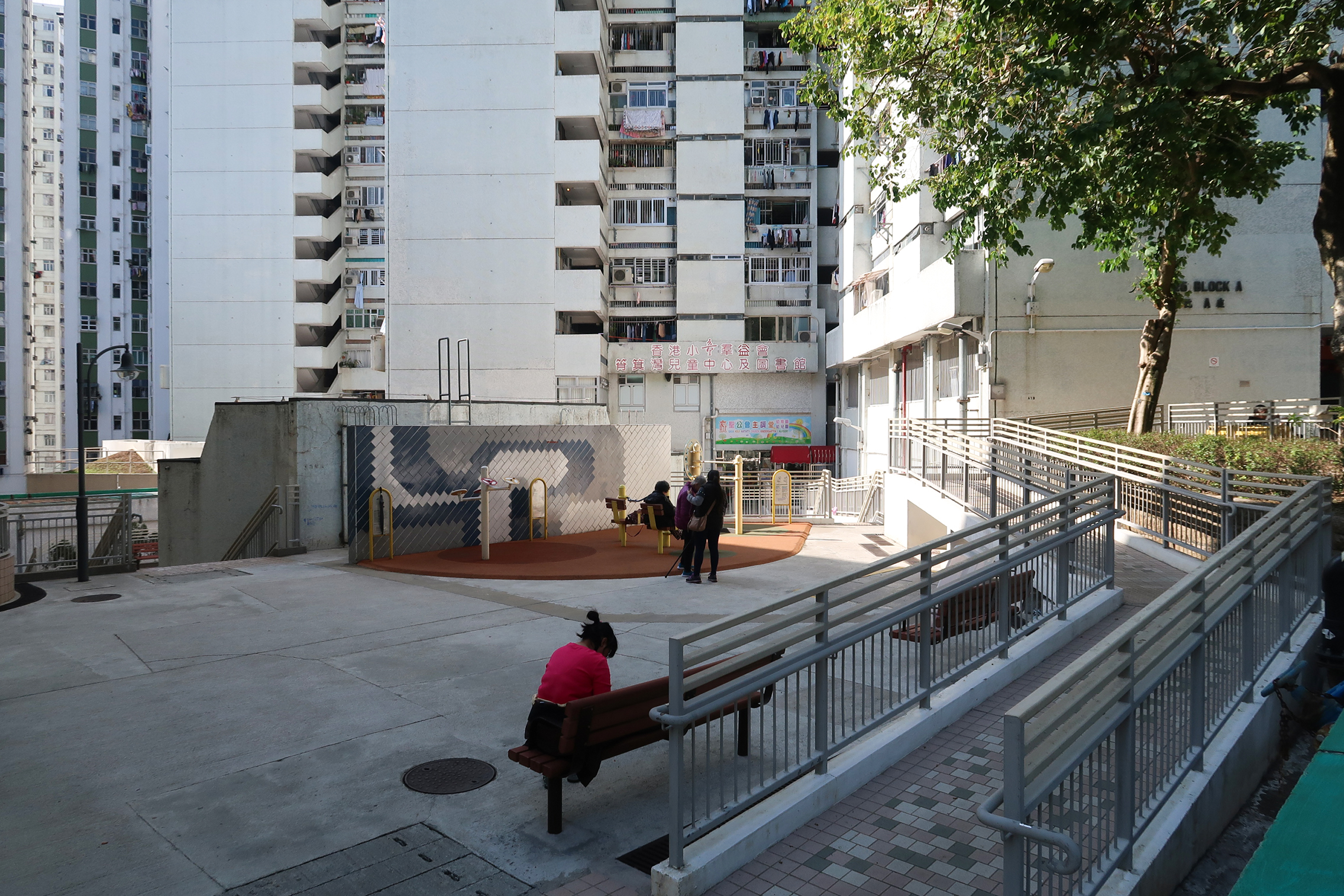
健體區
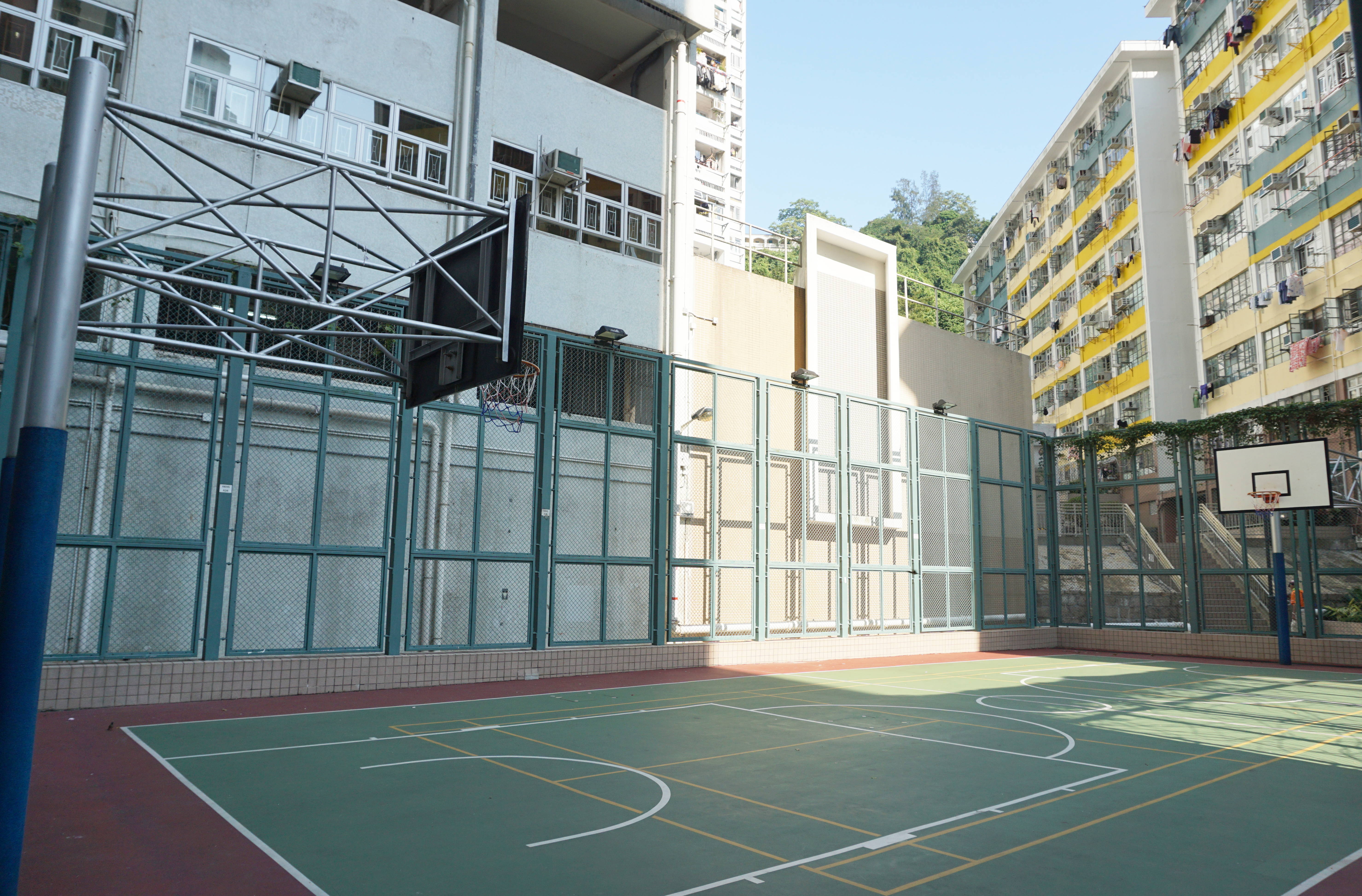
籃球及羽毛球場
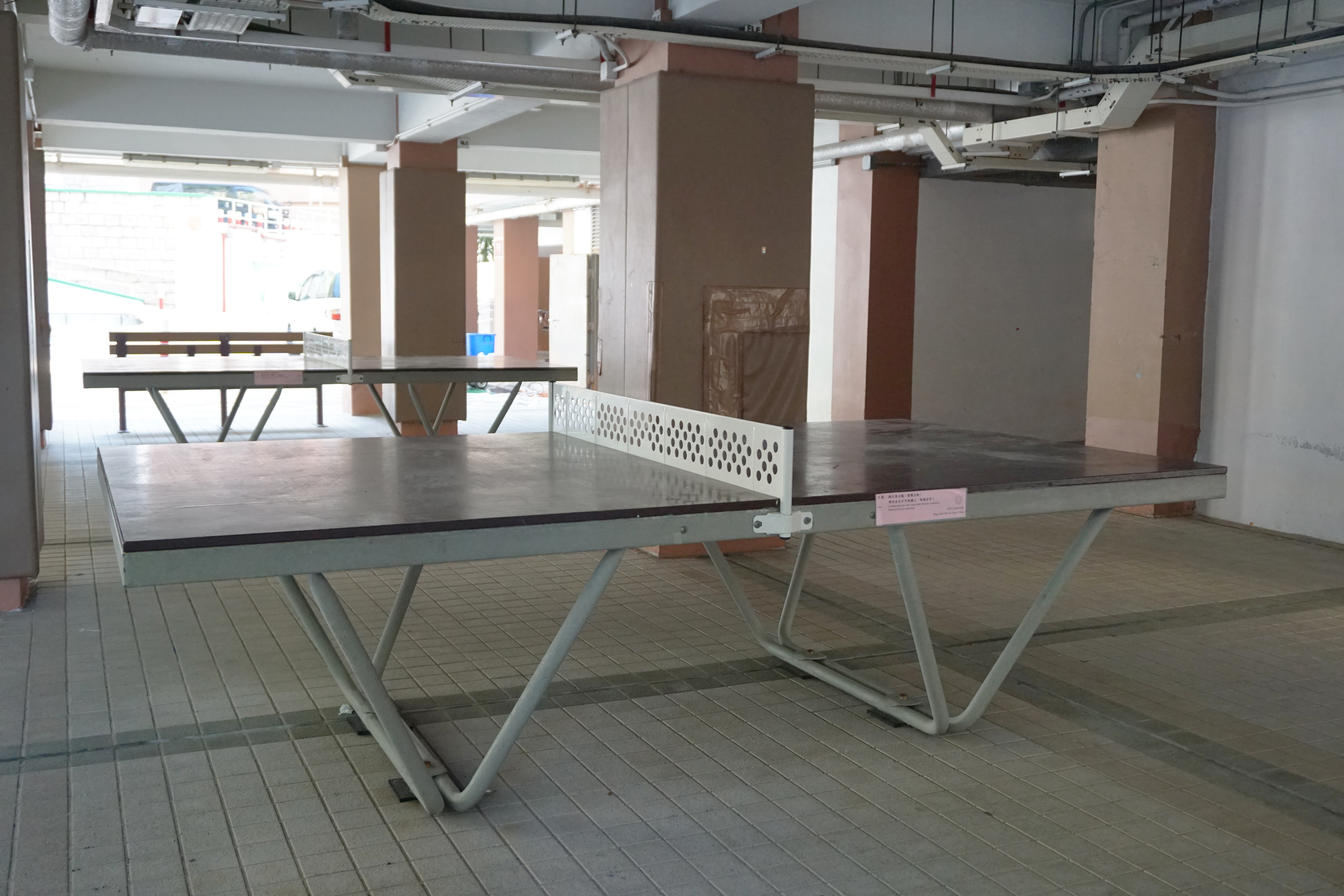
乒乓球檯
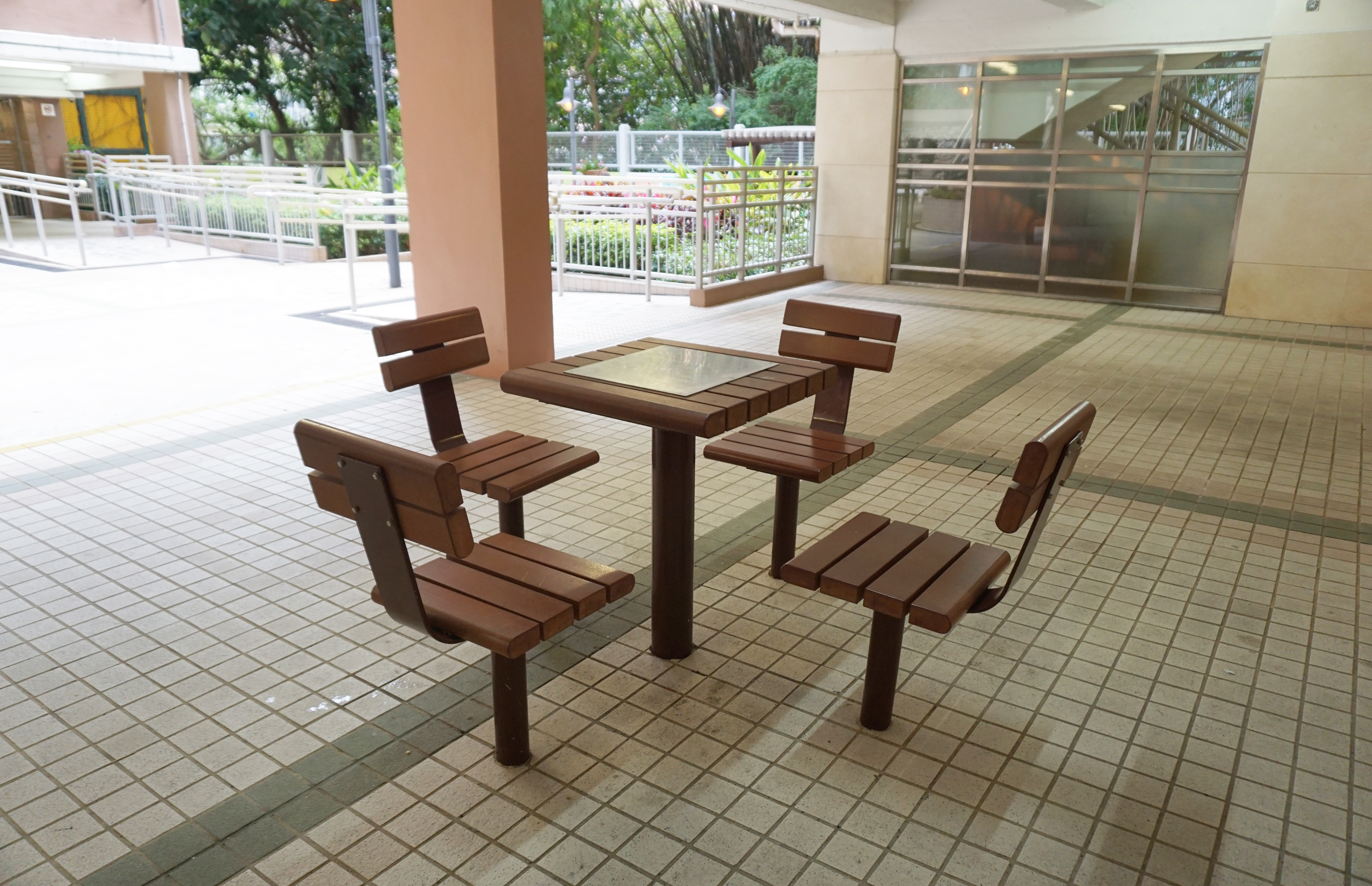
棋藝區

## 曾居住名人
- 郭富城[15]：香港歌手及演員、也是1990年代香港樂壇「四大天王」之一[16]、動感藝人的代表之一[17]。

## 外部連結
- 香港房屋協會之「明華大廈」
- 「細說明華」專題網頁
- 《香港地方》房協屋村（二）（页面存档备份，存于）
- 東區新資訊